# World Poker Tour Amsterdam
De World Poker Tour Amsterdam (WPT Amsterdam)was een serie van pokertoernooien die onder de auspiciën van de World Poker Tour jaarlijks wordt gehouden in Amsterdam. De locatie is het Holland Casino Amsterdam.

## Achtergrond
Het eerste WPT-toernooi in Nederland werd in oktober 2014 gehouden in Valkenburg. Dat betrof een zogeheten WPT National-toernooi, een kleinere toernooiserie van de World Poker Tour. De World Poker Tour wenste nog een Nederlandse bestemming aan het programma toe te voegen en dat werd Amsterdam. Ten behoeve van de organisatie werd een vierjarige samenwerkingsovereenkomst aangegaan met het Holland Casino.
De WPT Amsterdam werd een hoofdtoernooi op de kalender van de World Poker Tour. Naast het 3.300 euro kostende Main Event kreeg de toernooiserie ook diverse side events waaronder een 6.000 euro kostende High Roller.
De allereerste editie van de WPT Amsterdam werd gehouden in mei 2015 en werd gewonnen door de Marokkaans-Nederlandse pokerspeler Farid Yachou.
Tijdens de editie van 2018 werd een toernooi van de WPT Deepstacks toegevoegd aan het programma. Een jaar later verdween de WPT Amsterdam echter weer van de kalender van de Main Tour en werd volledig omgedoopt tot WPT Deepstacks. De toernooi-serie kreeg toen ook een paar goedkopere side events.
Toen tijdens het evenement van 2020 de coronapandemie uitbrak, werd de WPT Amsterdam stilgelegd en alle resterende toernooien van het programma geschrapt. Deelnemers die zich hadden ingeschreven hebben hun buy-in teruggekregen. In 2022 keerde het toernooi weer terug.
WPT Deepstacks werd vanaf 2023 in een nieuw jasje gestoken en heette vanaf toen de WPT Prime. Met een Main Event met 1.000 deelnemers was dit één van de grootste pokertoernooien die ooit in Nederland is gehouden.
De laatste editie van de WPT Amsterdam werd gehouden in 2024. In plaats van de WPT organiseert het Holland Casino vanaf 2025 de WSOPC Amsterdam, een toernooiserie binnen de World Series of Poker.

## Winnaars WPT Amsterdam (Main Tour)
| Jaar | Toernooi                                                  | Deelnemers | Winnaar             | Prijs     | Uitslag |
| ---- | --------------------------------------------------------- | ---------- | ------------------- | --------- | ------- |
| 2015 | € 3,000 + 300 No Limit Hold'em - WPT Amsterdam Main Event | 341        | Farid Yachou        | € 201,000 |         |
| 2016 | € 3,000 + 300 No Limit Hold'em - WPT Amsterdam Main Event | 318        | Andjelko Andrejevic | € 200,000 |         |
| 2017 | € 3,000 + 300 No Limit Hold'em - WPT Amsterdam Main Event | 224        | Daniyar Aubakirov   | € 152,600 |         |
| 2018 | € 3,000 + 300 No Limit Hold'em - WPT Amsterdam Main Event | 207        | Rens Feenstra       | € 156,370 |         |

### Winnaars High Roller
| Jaar | Toernooi                                                  | Deelnemers     | Winnaar       | Prijs     | Uitslag |
| ---- | --------------------------------------------------------- | -------------- | ------------- | --------- | ------- |
| 2015 | € 5,700 + 300 No Limit Hold'em - WPT High Roller Re-entry | 52 (24 rebuys) | Jason Wheeler | € 125,000 |         |
| 2016 | € 5,700 + 300 No Limit Hold'em - WPT High Roller Re-entry | 76 (20 rebuys) | Robert Soogea | € 150,000 |         |
| 2017 | € 5,700 + 300 No Limit Hold'em - WPT High Roller Re-entry | 72             | Rob Hollink   | € 117,500 |         |
| 2018 | € 5,700 + 300 No Limit Hold'em - WPT High Roller Re-entry | 65             | Sam Greenwood | € 125,785 |         |

## Winnaars WPT Deepstacks / Prime
| Jaar | Toernooi                                                  | Deelnemers                          | Winnaar                             | Prijs                               | Uitslag |
| ---- | --------------------------------------------------------- | ----------------------------------- | ----------------------------------- | ----------------------------------- | ------- |
| 2018 | € 1,350 + 150 No Limit Hold'em - WPTDeepstacks Amsterdam  | 250                                 | Christos Economides                 | € 75,760                            |         |
| 2019 | € 1,100 + 100 No Limit Hold'em - WPTDeepStacks Main Event | 507                                 | Felix Schulze                       | € 104,304                           |         |
| 2020 | Geannuleerd wegens corona-pandemie                        | Geannuleerd wegens corona-pandemie  | Geannuleerd wegens corona-pandemie  | Geannuleerd wegens corona-pandemie  |         |
| 2021 | Geen toernooi wegens coronapandemie                       | Geen toernooi wegens coronapandemie | Geen toernooi wegens coronapandemie | Geen toernooi wegens coronapandemie |         |
| 2022 | € 1,000 + 100 No Limit Hold’em – WPTDeepStacks Main Event | 757                                 | Santo Bakker                        | € 130,690                           |         |
| 2023 | € 1,000 + 100 No Limit Hold’em – WPT Prime Main Event     | 1.000                               | Philip Hollederer                   | € 161,552                           |         |
| 2024 | € 1,000 + 100 No Limit Hold'em - WPT Prime Main Event     | 919 (+421)                          | Rutger Hennen                       | € 209,775                           |         |

### Winnaars High Roller
| Jaar | Toernooi                                                        | Deelnemers                          | Winnaar                             | Prijs                               | Uitslag |
| ---- | --------------------------------------------------------------- | ----------------------------------- | ----------------------------------- | ----------------------------------- | ------- |
| 2019 | € 2,000 + 200 No Limit Hold'em - WPTDeepStacks High Roller      | 133                                 | Steve O'Dwyer                       | € 72,905                            |         |
| 2020 | Geannuleerd wegens corona-pandemie                              | Geannuleerd wegens corona-pandemie  | Geannuleerd wegens corona-pandemie  | Geannuleerd wegens corona-pandemie  |         |
| 2021 | Geen toernooi wegens coronapandemie                             | Geen toernooi wegens coronapandemie | Geen toernooi wegens coronapandemie | Geen toernooi wegens coronapandemie |         |
| 2022 | € 2,000 + 200 No Limit Hold'em - WPTDeepStacks Highroller 8-Max | 164                                 | Roelof Pepping                      | € 82,308                            |         |
| 2023 | € 2,000 + 200 No Limit Hold'em - WPT Prime Highroller           | 226                                 | Andrew Crookston                    | € 101,367                           |         |
| 2024 | € 2,000 + 200 No Limit Hold'em - WPT Prime Highroller           | 125 (+41)                           | Brandon van Kerkwijk                | € 83,312                            |         |